# Koyamacalia
Koyamacalia är ett släkte av korgblommiga växter. Koyamacalia ingår i familjen korgblommiga växter.
Kladogram enligt Catalogue of Life:
| Koyamacalia | \| \| Koyamacalia adenostyloides \| \| \| \| \| \| Koyamacalia delphiniifolia \| \| \| \| \| \| Koyamacalia farfarifolia \| \| \| \| \| \| Koyamacalia nikomontana \| \| \| \| \| \| Koyamacalia pseudotaimingasa \| \| \| \| |
|             | \| \| Koyamacalia adenostyloides \| \| \| \| \| \| Koyamacalia delphiniifolia \| \| \| \| \| \| Koyamacalia farfarifolia \| \| \| \| \| \| Koyamacalia nikomontana \| \| \| \| \| \| Koyamacalia pseudotaimingasa \| \| \| \| |
|             | Koyamacalia adenostyloides |
|             | |
|             | Koyamacalia delphiniifolia |
|             | |
|             | Koyamacalia farfarifolia |
|             | |
|             | Koyamacalia nikomontana |
|             | |
|             | Koyamacalia pseudotaimingasa |
|             | |